# 1815 Beethoven
1815 Beethoven este un asteroid din centura principală, descoperit pe 27 ianuarie 1932, de Karl Reinmuth.